# Eupithecia dichroma
Eupithecia dichroma är en fjärilsart som beskrevs av Mcdunnough 1946. Eupithecia dichroma ingår i släktet Eupithecia och familjen mätare. Inga underarter finns listade i Catalogue of Life.